# جيليان ميرز
جيليان ميرز (بالإنجليزية: Gillian Mears)‏ (21 يوليو 1964 في أستراليا - 16 مايو 2016، جرافتون في أستراليا)؛ روائية أسترالية.